# Jeffrey de Graaf
Jeffrey de Graaf (Den Helder, 1990. november 21. –) holland születésű svéd dartsjátékos. 2010-től 2016-ig a British Darts Organisation, majd 2016-tól 2019-ig és 2021-től a Professional Darts Corporation tagja.

## Pályafutása

### BDO
De Graaf 2012-ben kezdett el a BDO nemzetközi versenyein játszani, és ebben az évben megnyerte az Isle of Man Open-t és a Romanian Open-t, valamint bejutott a Zuiderduin Masters nagytorna negyeddöntőjébe is.
Jó eredményeinek köszönhetően sikerült kvalifikálnia magát a 2013-as BDO-dartsvilágbajnokságra, ahol az első körben honfitársával, Jan Dekkerrel találkozott, akitől 3–2-es vereséget szenvedett. 2013-ban megnyerte a Denmark Open-t és a Swedish Open-t. A 2014-es világbajnokságon szintén az első forduló jelentette számára a végállomást, ahol 3–0-ra kikapott Martin Atkins-től. De Graaf a 2014-es BDO World Trophy nagytornán is szerepelt, ahol a negyeddöntőben kapott ki James Wilson-tól. Az év későbbi folyamán ismét megnyert két tornát, a Denmark Masters-t és a Finnish Open-t.
A harmadik BDO-dartvilágbajnokságán 2015-ben De Graaf ismét kiesett az első körben, ezúttal 3–0-ra kapott ki Brian Dawsontól. Februárjában játszhatta az első nagytorna döntőjét a BDO-nál a BDO World Trophy-n, ahol Geert De Vos ellen játszott és végül 10–9-es vereséget szenvedett el. Az év hátralévő részében három tornát sikerült megnyernie, a German Open-t, a Denmark Masters-t és a Belgium Open-t.
Negyedik vb-jén, 2016-ban De Graaf ismét kikapott az első körben, ezúttal az akkoriban még honfitársa Richard Veenstrától 3–2-re. Néhány nappal később bejelentette, hogy elhagyja a BDO-t és a következő évtől a PDC versenyein fog részt venni.

### PDC
De Graaf 2016-ban indult el a PDC Q-School versenysorozatán, ahol megpróbált Tour Card-ot szerezni a 2016-os PDC Pro Tour versenyein való induláshoz. A torna harmadik versenynapján sikeresen meg is szerezte a kártyát. Ezután kvalifikálta magát a UK Open-re, ahol a második fordulóból indult. A nagyszínpadon először 6–5-re legyőzte William O'Connort, majd egy fordulóval később 9–8-ra kikapott Rob Cross-tól, miután már 8–5-re is vezetett. Március végén a German Darts Masters nevű European Tour versenyre is kvalifikált, ahol az első körben 6–4-re legyőzte Darren Johnsont, majd a második körben Michael Smithtől kapott ki 6–5-re. Debütáló évében bejutott a Players Championship Finals nagytornára is, ahol az első körben 6–4-re legyőzte Steve Beatont, majd a második körben 6–1-re kikapott Robbie Greentől, annak ellenére, hogy 101,22-es átlagot produkált a meccsen.
A 2017-es PDC-dartsvilágbajnokságra a European Tour ranglistán elért jó helyezésének köszönhetően jutott ki, de az első körben 3–1-re már kikapott Jelle Klaasentől.
2018 végén elvesztette Tour Card-ját, miután a 2019-es PDC-dartsvilágbajnokság első fordulójában 3–2-re vereséget szenvedett Noel Malicdem-től. 2023-tól a holland helyett már svéd színekben indult, így ebben az évben debütált a PDC Nordic and Baltic Tour versenyein.
A PDC Nordic and Baltic Tour ranglistán elért jó helyezésének köszönhetően De Graafnak sikerült kvalifikálnia magát a 2024-es PDC-dartsvilágbajnokságra, amelyen 2019 óta először szerepelt. Az első körben két szettes hátrányból jött vissza Ritchie Edhouse ellen, és végül 3–2-re nyert. A második körben 3–1-re legyőzte a portugál José de Sousát, és bejutott a harmadik körbe, ahol végül 4–2-re kikapott Rob Crosstól.
De Graaf 2024-ben ismét megszerezte a Tour Card-ot az európai Q-School-on keresztül, így 2018 óta először tért vissza a PDC Pro Tour-ra. 2024 májusában bejutott élete első Pro Tour döntőjébe, amely a Players Championship 10. állomásán sikerült neki. A döntőben Brendan Dolannel találkozott, akitől végül 8–4-re kapott ki De Graaf.

## Világbajnoki szereplései

### BDO
- 2013: Első kör (vereség  Jan Dekker ellen 2–3)
- 2014: Első kör (vereség  Martin Atkins ellen 0–3)
- 2015: Első kör (vereség  Brian Dawson ellen 0–3)
- 2016: Első kör (vereség  Richard Veenstra ellen 2–3)

### PDC
- 2017: Első kör (vereség  Jelle Klaasen ellen 1–3)
- 2019: Első kör (vereség  Noel Malicdem ellen 2–3)
- 2024: Harmadik kör (vereség  Rob Cross ellen 2–4)
- 2025: Negyedik kör (vereség  Michael van Gerwen ellen 2–4)

## Döntői

### BDO nagytornák: 1 döntős szereplés
| Eredmény | Sorszám | Év   | Bajnokság        | Ellenfél a döntőben | Pontok   |
| Döntős   | 1.      | 2015 | BDO World Trophy | Geert De Vos        | 9–10 (l) |

1. ↑  (l) = pontszám legekben, (sz) = pontszám szettekben.

## Tornagyőzelmei
| PDC Nordic & Baltic Tour - PDCNB Finland: 2023, 2024 - PDCNB Latvia: 2023 - PDCNB Sweden: 2023 | - Belgium Open: 2015 - Denmark Masters: 2014, 2015 - Denmark Open: 2013 - Finnish Open: 2014 - German Open: 2015 - Isle of Man Open: 2012 - Romanian Open: 2012 - Swedish Open: 2013 |

## Fordítás
Ez a szócikk részben vagy egészben  a   Jeffrey de Graaf című angol Wikipédia-szócikk ezen változatának fordításán alapul.  Az eredeti cikk szerkesztőit annak laptörténete sorolja fel. Ez a jelzés csupán a megfogalmazás eredetét és a szerzői jogokat jelzi, nem szolgál a cikkben szereplő információk forrásmegjelöléseként.